# Brec Premier
Le Brec Premier, ou Brec Queiras, est un sommet des Alpes-de-Haute-Provence (France) situé entre la vallée de l'Ubaye et le val des Fours (vallée du Bachelard).
Le sentier pour y accéder est celui qui mène au col de Fours (2 315 m) situé à l'est du sommet. Ce col relie les villages de Fours-Saint-Laurent, dans la vallée du Bachelard (Uvernet-Fours), et d'Enchastrayes dans la vallée de l'Ubaye.
Le sommet est signalé sur la carte d'état-major (1820-1866) sous le nom de « tête du Cairas ».